# Комунанца
Комуна̀нца (на италиански: Comunanza) е малко градче и община в Централна Италия, провинция Асколи Пичено, регион Марке. Разположено е на 448 m надморска височина. Населението на общината е 3213 души (към 2011 г.).